# Jeroen Krom
Jeroen Krom ook wel DJ Jerome (Haarlem, 16 juni 1971 – onbekend, 22 december 2024) was een Nederlandse dj en muziekproducent.
Zijn kennismaking met de muziek vond plaats eind jaren tachtig. Begin jaren negentig draaide hij in de Haarlemse Club Dwiezels. In de volgende decennia liet hij zich verder beïnvloeden door soul, house en techno, die laatste met name in Detroitstijl. Hij had een uitgelezen voorkeur voor muziek op vinyl; hij zag met lede ogen de digitalisering de overhand nemen. Hij werkte enige tijd bij Free Record Shop. Vanuit zijn platenwinkel Outland Records (hij gaf er leiding aan tussen 2005 en 2016), ontstond zijn eigen platenlabel met dezelfde naam (1991), beide gevestigd aan Zeedijk 22. Zelf draaide hij op diverse festivals waaronder Awakenings, Dance Valley en het Amsterdam Dance Event. Hij trad zowel in binnen- als buitenland op. Hij had in 2016 zo’n 80 uitgaven op zijn naam staan, waaronder mixen van muziek van Jamie Anderson, Laidback Luke etc.
Diezelfde digitalisering (en zijn verhouding daarmee) brak hem in 2016 op toen hij de deuren van zijn platenzaak moest sluiten. Naast een afnemende gezondheid was dat de reden dat zijn loopbaan vroegtijdig kwam stil te liggen. Krom werd 53 jaar.
Broer Ro Krom geniet o.a. bekendheid als musicus in Gotcha!.
- International Standard Name Identifier: 0000 0004 0687 0576
- MusicBrainz: 1d9687ca-535b-47ab-99a2-2fb93d41b082
- Virtual International Authority File: 49155563988113001598